# Верх-Аллак
Верх-Аллак — село в Каменском районе Алтайского края. Административный центр Верх-Аллакского сельсовета.

## География
Расположен на севере края, в пределах Приобского плато.
Климат
континентальный. Средняя температура января −19,7 °C, июля +18,9 °C. Годовое количество атмосферных осадков — 360 мм.

## История
Основано в 1826 году.
В 1928 году состояло из 209 хозяйств. Центр Верх-Аллакского сельсовета Каменского района Каменского округа Сибирского края.

## Население
| 1926 | 1997 | 1998 | 1999 | 2000 | 2001 | 2002 | 2003 | 2004 |
| ---- | ---- | ---- | ---- | ---- | ---- | ---- | ---- | ---- |
| 1007 | ↘692 | ↘662 | ↗681 | ↗702 | ↘650 | ↗651 | ↗669 | ↘637 |
| 2005 | 2006 | 2007 | 2008 | 2009 | 2010 | 2011 | 2012 | 2013 |
| ↘602 | ↘571 | ↘524 | ↘493 | ↘474 | ↗502 | ↘501 | ↘497 | ↘483 |

национальный состав
В 1928 году основное население — русские.
Согласно результатам переписи 2002 года, в национальной структуре населения русские составляли 94 % от 676 жителей.

## Инфраструктура
Экономика
Основное направление — сельское хозяйство.

## Транспорт
Посёлок доступен по дороге общего пользования регионального значения «Камень-на-Оби — Верх-Аллак — Михайловка — Каменушка» (идентификационный номер 01 ОП МЗ 01Н-1702) протяжённостью км.